# Дидрих фон Плесен
Дидрих фон Плесен (на немски: Diedrich von Plessen; * 1569; † 8 януари 1634) е благородник от род фон Плесе/Плесен при Гьотинген в Южна Долна Саксония.
Той е син на Дидрих фон Плесен († 1576) и съпругата му Анна фон Хобе († 1583), дъщеря на Фридрих фон Хобе и Катарина фон Паркентин. Майка му се омъжва втори път на 24 юни 1577 г. за Йоахим фон Крамон. Внук е на Дидрих фон Плесен (1487 – 1561) и Анна фон Плесен. 
Потомък е на Хелмолд IV фон Плесе († сл. 1283/пр. 1226), който е военен префект при херцог Хайнрих Лъв и на син му император Ото IV, и командир на кръстоносния поход в Ливланд/Ливония 1211 г.
Брат е на Катарина фон Плесен (1568 – 1644), омъжена за Хартвиг фон Пентц († 1620).

## Фамилия
Дидрих фон Плесен се жени 1592 г. за Анна фон Бюлов (* ок. 1570; † ок. 1596), дъщеря на Бартхолд фон Бюлов (1533 – 1621) и Анна фон Люцов. Те имат един син:
- Дидрих Бартхолд фон Плесен (* ок. 1594; † 1652), женен през септември 1648 г. за Доротея фон Оертцен (* 24 ноември 1620; † 1 април 1695), бездетен; тя се омъжва втори път 1653 г. за Вико фон Бюлов (1620 – 1695)

Дидрих фон Плесен се жени втори път сл. 1597 г. за Доротея фон Вакербарт († пр. 1648), дъщеря на Харденак фон Вакербарт и Анна фон Бюлов. Бракът е бездетен.